# Estadio San Carlos de Apoquindo
Estadio San Carlos de Apoquindo är en fotbollsarena i kommunen Las Condes i Santiago i Chile. Arenan är del av ett stort komplex med många andra idrottsplatser, bland annat för rugby och friidrott. Fotbollsarenan används huvudsakligen som hemmaplan för Universidad Católicas fotbollslag, som även äger arenan. Arenan byggdes 1988 och tar ungefär 16 000 personer vid fullsatt. Den högsta noterade publiksiffran på San Carlos de Apoquindo är 20 936 i en match mellan Club Deportivo Universidad Católica och Cobreloa den 1 november 1992.
Arenan har även arrangerat konserter och flera kända artister har spelat på arenan. På Roxettes album Tourism som kom 1992 har de med en liveinspelning av låten "It Must Have Been Love" från San Carlos de Apoquindo. I häftet till albumet står "Sångare: Marie Fredriksson, kör: 45 000 chilenska fans".

## Historia
Club Deportivo Universidad Católica spelade på Estadio Santa Rosa de Las Condes, i Las Condes i Santiago, som var ett stort sportkomplex i kommunen. 1945 flyttade dock klubben till Estadio Independencia, som dock revs på grund av finansiella problem hos Universidad Católica. Klubben fick då börja spela på Unión Españolas hemmaplan, Estadio Santa Laura, i kommunen Independencia i Santiago. 1980 föddes idén om en ny arena för Católica och till slut öppnades fotbollsarenan den 4 september 1988 som en del av ett stort sportkomplex.
Från dess att arenan byggdes och under resten av 1900-talet spelades endast två derbyn på arenan (endast räknat med matcherna i Chiles högsta nationella division), båda mot Colo-Colo. Även en match i en träningsturnering mot Universidad de Chile har spelades på arenan under 1990-talet. Det har dock från Universidad Católicas supportrars sida drivits en kampanj om att få spela derbyn på San Carlos de Apoquindo. Kampanjen inleddes 2010 och kulminerade med att Universidad Católica fick spela sin hemmamatch mot Colo-Colo under Primera División 2011 (i Torneo Clausura). Matchen spelades den 16 oktober 2011 och vanns av Universidad Católica med 4-0 inför 11 306 åskådare. Fans från Colo-Colo fick inte se matchen.
Den 30 juli 2011 blev arenan den första arenan någonsin där en fotbollsmatch i Primera División de Chile spelas under snöfall. Detta skedde i en match för Universidad Católica mot Iquique under Torneo Clausura 2011.